# Negrine
Negrine (în arabă نقرين) este o comună din provincia Tébessa, Algeria.
Populația comunei este de 9.445 de locuitori (2008).